# María Cristina Mongiano
María Cristina Mongiano (Córdoba; 29 de junio de 1950-Córdoba; 23 de junio de 1976) fue una militante argentina en el Peronismo de Base (PB) y el Frente Revolucionario 17 de octubre (FR17), víctima de la última dictadura cívico militar de Argentina.

## Breve reseña
En 1967 finalizó sus estudios secundarios. En 1969 ingresó a la Universidad Nacional de Córdoba para estudiar Historia en la Facultad de Filosofía y Humanidades. Culminó sus estudios en 1974. Fue delegada gremial de Obras Sanitarias, militó en el Peronismo de Base y el FR 17.

## Secuestro y desaparición
Fue secuestrada en su casa en el Barrio Alberdi de Córdoba el 23 de junio de 1976 a la madrugada, por un grupo de tareas y trasladada al centro clandestino de detención La Perla, cerca de la localidad de Malagueño. Permanece desaparecida.